# Liste der Bodendenkmäler in Haag (Oberfranken)
Auf dieser Seite sind die Bodendenkmäler in der oberfränkischen Gemeinde Haag zusammengestellt. Diese Tabelle ist eine Teilliste der Liste der Bodendenkmäler in Bayern. Grundlage ist die Bayerische Denkmalliste, die auf Basis des Bayerischen Denkmalschutzgesetzes vom 1. Oktober 1973 erstmals erstellt wurde und seither durch das Bayerische Landesamt für Denkmalpflege geführt wird. Die folgenden Angaben ersetzen nicht die rechtsverbindliche Auskunft der Denkmalschutzbehörde.

## Bodendenkmäler in Haag
| Lage                                            | Objekt | Akten-Nr.     | Bild |
| ----------------------------------------------- | --- | ------------- | ---- |
| Obernschreez Haag (Oberfranken) (Standort)      | Höhensiedlung vorgeschichtlicher Zeitstellung. | D-4-6135-0006 |      |
| Obernschreez Haag (Oberfranken) (Standort)      | Siedlung der Urnenfelderzeit. | D-4-6135-0030 |      |
| Forst Thiergarten Haag (Oberfranken) (Standort) | Wolfsgrube der frühen Neuzeit. | D-4-6135-0070 |      |
| Haag Haag (Oberfranken) (Standort)              | Vorgängerbau sowie Befunde des Mittelalters und der frühen Neuzeit im Bereich der bestehenden neuzeitlichen Evang.-Luth. Pfarrkirche St. Katharina von Haag. | D-4-6135-0080 |      |
| Unternschreez Haag (Oberfranken) (Standort)     | Archäologische Befunde des Mittelalters und der frühen Neuzeit im Bereich des Schlosses von Unternschreez.                                                   | D-4-6135-0085 |      |
| Obernschreez Haag (Oberfranken) (Standort)      | Vorgängerbau sowie Befunde der frühen Neuzeit im Bereich des abgegangenen Schlosses Sophienberg.                                                             | D-4-6135-0087 |      |
| Haag (Oberfranken) (Standort)                   | Tagebauareal vermutlich des Mittelalters und der frühen Neuzeit.                                                                                             | D-4-6135-0112 |      |
| Forst Thiergarten Haag (Oberfranken) (Standort) | Streckenabschnitt der mittelalterlichen bis frühneuzeitlichen Altstraße Sächsische Straße.                                                                   | D-4-6135-0115 |      |